# بخش سوراهامار
بخش سوراهامار (به سوئدی: Surahammars kommun) یک ناحیه شهری در سوئد است که در شهرستان وستمانلاند واقع شده‌است.